# Escuts i banderes de la Noguera

Escut oficial de la Noguera

Els escuts i banderes de la Noguera són el conjunt de símbols que representen els municipis d'aquesta comarca.
S'hi inclouen els escuts i les banderes oficialitzats per la Conselleria de Governació i Administracions Públiques de la Generalitat de Catalunya des del 1981, que és qui en té la competència.
Pel que fa als escuts comarcals, alguns s'han creat expressament per representar els Consells i, per extensió, són el símbol de tota la comarca. Aquests escuts comarcals tenen alguns elements en comú com ara la bordura que representa els quatre pals de l'escut de Catalunya, i també la corona de comarca. És així com es troba a l'emblema oficial de la comarca de la Noguera i a d'altres.
No tenen escut ni bandera oficial els municipis d'Àger, Alòs de Balaguer, Artesa de Segre, Bellcaire d'Urgell, Camarasa, Cubells, Ponts, Preixens, Vallfogona de Balaguer i Vilanova de Meià.

## Escuts oficials

Albesa Aprovat el 3 de febrer del 1998.[1]
Algerri Aprovat el 4 d'octubre de 1996.[2]
les Avellanes i Santa Linya Aprovat el 24 de desembre de 1999.[3]
Balaguer Aprovat el 20 de gener de 1983.[4]
la Baronia de Rialb Aprovat l'1 d'abril del 1993.[5]
Bellmunt d'Urgell Publicat al DOGC el 4 de desembre de 2009.[6]
Cabanabona Publicat al DOGC el 10 de desembre de 2012.[7]
Castelló de Farfanya Publicat al DOGC el 28 de novembre de 2005.[8]
Foradada Aprovat el 23 de novembre del 2000.[9]
EMD de Gerb Aprovat el 9 de setembre de 1991.[10]
Ivars de Noguera Aprovat el 8 d'octubre de 1997.[11]
Menàrguens Aprovat el 15 de novembre de 1991.[12]
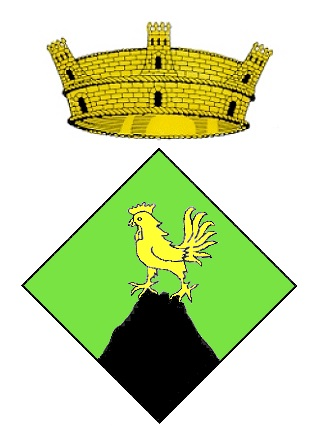
Montgai Publicat al DOGC el 10 d'agost del 2006.
Oliola Aprovat el 27 de desembre de 1991.[14]
Os de Balaguer Aprovat el 9 de desembre de 1991.[15]
Penelles Aprovat el 20 de febrer del 2002.[16]
la Sentiu de Sió Publicat al DOGC el 27 de juliol de 2021.[17]
Térmens Aprovat el 10 de desembre de 1982.[18]
Tiurana Aprovat el 3 de novembre de 1999.[19]
Torrelameu Aprovat el 26 de juliol de 1988.[20]
Vilanova de l'Aguda Aprovat el 10 de desembre de 1982.[21]

## Banderes oficials

Albesa Publicada al DOGC el 19 de gener del 2000.[22]
la Baronia de Rialb Publicada al DOGC el 23 de setembre de 1999.[23]
Bellmunt d'Urgell Publicada al DOGC el 13 de setembre de 2012.[24]
Cabanabona Publicada al DOGC el 28 de novembre de 2014.[25]
Foradada Publicada al DOGC l'1 d'agost de 2002.[26]
EMD de Gerb Publicada al DOGC el 7 de maig de 2007.[27]
Ivars de Noguera Publicada al DOGC el 18 d'octubre de 1999.[28]
Menàrguens Publicada al DOGC el 21 d'abril del 1993.[29]
Oliola Publicada al DOGC el 15 de maig del 1997.[30]
Penelles Publicada al DOGC el 24 de maig de 2006.[31]
la Sentiu de Sió Publicada al DOGC el 25 de març de 2022.[32]
Térmens Publicada al DOGC el 28 d'octubre de 2004.[33]
Tiurana Publicada al DOGC el 10 d'octubre de 2002.[34]
Torrelameu Publicada al DOGC el 13 d'abril de 2018.[35]